# بيتر أرنو
بيتر أرنو (بالإنجليزية: Peter Arno)‏ هو رسام كارتون أمريكي، ولد في 8 يناير 1904 في نيويورك في الولايات المتحدة، وتوفي في 22 فبراير 1968 في بورت تشيستير في الولايات المتحدة.

## وصلات خارجية
- بيتر أرنو على موقع IMDb (الإنجليزية)
- بيتر أرنو على موقع الموسوعة البريطانية (الإنجليزية)
- بيتر أرنو على موقع قاعدة بيانات برودواي على الإنترنت (الإنجليزية)
- بيتر أرنو على موقع إن إن دي بي (الإنجليزية)
- بيتر أرنو على موقع ديسكوغز (الإنجليزية)
- بيتر أرنو على موقع قاعدة بيانات الفيلم (الإنجليزية)